# Andy Adams
Pour les articles homonymes, voir Adams.
Andy Adams, né le 3 mai 1859 à Thorncreek Township (en), dans l'Indiana, et mort le 26 septembre 1935 à Colorado Springs, est un écrivain américain de western.

## Biographie
Ses parents étaient des pionniers. Enfant, il s’occupe du bétail et des chevaux de la ferme familiale. Au début des années 1880, revenant d'un bref voyage d'Haïti, il se rend au Texas, où il demeure pendant dix ans, passant la plus grande partie de son temps à conduire du bétail sur la piste de l’Ouest. En 1890, il quitte la piste pour s’essayer sans succès au commerce. Il tente alors sa chance comme mineur d’or au Colorado et au Nevada. En 1894, il s’établit à Colorado Springs où il vit jusqu’à sa mort.
Dégoûté par les récits fantaisistes publiés sur la vie des cow-boys, il commence à écrire à 43 ans et fait paraître son meilleur livre, qui remporte aussi le plus de succès, The Log of a Cowboy (1903) illustré par Elmer Boyd Smith.
Parmi ses autres œuvres, il faut citer A Texas Matchmaker (1904), The Outlet (1905), Cattle Brands (1906), Reed Anthony : an autobiography (1907), Wells Brothers (1911), The Ranch on the Beaver (1927).
The Log of a Cowboy est le récit fictif d’un voyage de cinq mois à conduire 3 000 vaches de Brownsville, au Texas, jusqu'au Montana en 1882. Solidement basé sur la propre expérience d'Adams sur la piste, ce roman est considéré comme l'une des meilleurs récits de la vie des cow-boys en littérature.